# Marianne Lunzer
Marianne Lunzer-Lindhausen (geb. 22. Juli 1919 in Wien als Marianne Pig; gest. 29. Juli 2021 ebenda) war eine österreichische Publizistikwissenschaftlerin.

## Leben
Marianne Pig schrieb 1941 über Naturdarstellung bei Waldemar Bonsels (Bonsels war Autor der sehr erfolgreichen Biene Maja) und wurde damit 1942 an der Universität Wien zum Dr. phil. promoviert.
1943 begann sie am Institut für Zeitungswissenschaft der Universität Wien zu arbeiten, war nationalsozialistisch nicht belastet und habilitierte sich hier 1953 als Marianne Lunzer mit der Arbeit Die Umstellung in der österreichischen Pressepolitik – die Verdrängung der negativen Methoden durch positive. 1954 erhielt sie die Venia Legendi. 1973 wurde sie zur Professorin ernannt.
Am Ende ihrer Karriere an der Universität Wien folgte sie als Institutsvorständin 1981 auf den früh verstorbenen Kurt Paupié und war als außerordentliche Universitätsprofessorin bis 1985 Leiterin des Instituts für Publizistikwissenschaft dieser Universität. 1984 kam Wolfgang Langenbucher, 1982 von Wissenschaftsministerin Hertha Firnberg eingeladen, als ihr Nachfolger ans heutige Institut für Publizistik- und Kommunikationswissenschaft.
2014 beging Marianne Lunzer ihren 95. Geburtstag. Ihr seinerzeitiger Student Hugo Portisch, der 1951 am Institut dissertierte, erwähnte sie anerkennend in seiner 2015 erschienenen Autobiografie Aufregend war es immer. Sie wurde am Grinzinger Friedhof bestattet.

## Schriften (Auswahl)
- Was ist Pressefreiheit? Institut für Zeitungswissenschaft der Universität Wien, Wien 1954
- Die Entstehung der österreichischen Parteien und ihre Presse. Zeitung und Forschung, Wien 1954
- Der Versuch einer Presselenkung in Österreich 1848 bis 1870. Institut für Zeitungswissenschaft, Wien 1954
- Die Umstellung in der österreichischen Pressepolitik – die Verdrängung der negativen Methoden durch positive. Vom Zeitungsverbot im Oktober 1848 bis zum endgültigen Ausbau eines organisierten Presseapparates im Jahre 1870. Wien 1953
- Die Wiener Ordinari-Zeitungen des 17. Jahrhunderts. Institut für Zeitungswissenschaft, Wien 1953
- Beiträge zur österreichischen Pressegeschichte des 16. Jahrhunderts. Institut für Zeitungswissenschaft, Wien 1952